# Heinrich Herner
Heinrich Johannes Friedrich Herner (* 1. Februar 1870 in Hannover; † 11. Dezember 1958 in Eschwege) war ein deutscher Schiffbauingenieur und Professor, dessen Arbeitsschwerpunkt auf dem Gebiet des Schiffsentwurfs lag.

## Leben
Herner wurde 1870 in Hannover geboren und studierte nach dem Abitur und einer Praktikumszeit an der Kaiserlichen Werft in Kiel Schiffbau an der Technischen Hochschule Berlin-Charlottenburg. Seit 1891 war er Mitglied der Hannoverschen Burschenschaft Germania. Nach seinem Diplom im Jahre 1898 arbeitete er zunächst als Konstrukteur auf verschiedenen Werften in Norddeutschland sowie in Riga und begann dann erneut an der Kaiserlichen Werft in Kiel, wo er bald darauf zum Oberingenieur ernannt wurde.
Zum April 1904 trat Herner eine Stelle als Oberlehrer an der Höheren Schiff- und Maschinenbauschule in Kiel an. 1906 brachte Herner eine Arbeit über das Veranschlagen von Schiffen heraus und zwei Jahre darauf veröffentlichte er sein bekanntestes Buch, Theorie des Schiffes, welches 1939 und 1943 zunächst in Neubearbeitungen von Karl Rusch und danach 1952 und letztmals 1954 in Neubearbeitungen von Rudolf Verhovsek jeweils neu erschien. 1909 gab er den Titel Entwurf und Einrichtung von Handelsschiffen und 1910 das kompakte Büchlein Schiffbau heraus. Auch diese Titel wurden mehrfach überarbeitet und neu herausgegeben. Neben der Dozentur an der Schiff- und Maschinenbauschule promovierte Herner 1919 über das Thema Hafenabgaben und der Schiffsvermessung an der Christian-Albrechts-Universität zum Doktor der Philosophie. Über das Thema hatte Herner schon 1913 einen vieldiskutierten Vortrag vor der Schiffbautechnischen Gesellschaft gehalten. Neben seiner Lehrtätigkeit betreute Herner über viele Jahre die behördliche Schiffsvermessung in Kiel. 1932 ließ sich Herner pensionieren um seinen vielfältigen Interessen nachgehen zu können. Neben dem Verfassen von Büchern wirkte Herne über Jahre als Autor und später in der Schriftleitung der Fachzeitschrift Schiffbau. Aus dieser Position zog er sich 1938 zurück. Er stellte sich 1938 jedoch als Lehrer für Schiffbau der Marine in Flensburg-Mürwik zur Verfügung und wurde aufgrund seiner außerordentlich umfangreichen Lehrtätigkeit auf den Gebieten des Schiffbaus sowie der Volks- und Betriebswirtschaft zum Professor ernannt.
Herner verstarb 1958 nach längerer Krankheit in Eschwege.

## Schriften (Auswahl)
- Das Veranschlagen von Schiffen. Jänecke, 1906.
- Die Theorie des Schiffes. Dr. M. Jänecke, Leipzig, 1908.
- Entwurf und Einrichtung von Handelsschiffen. Dr. M. Jänecke, Leipzig, 1909.
- Schiffbau. Dr. M. Jänecke, Leipzig, 1910.
- Hafenabgaben und Schiffsvermessung. Fischer, Jena, 1912.
- Die Neugestaltung der Hafenabgaben und der Schiffsvermessung. In: Jahrbuch der Schiffbautechnischen Gesellschaft. 14. Band. Springer, Berlin 1913.
- Ein Jahr bei der Kaiserlichen deutschen Südarmee. 1916.
- Die Fabrik in Wirtschaft und Technik. Quelle & Meyer, Leipzig, 1925.
- Grundriss der Wissenschafts- und Staatslehre. Dr. M. Jänecke, Leipzig, 1928.